# Science normale
 (octobre 2024).
Si vous disposez d'ouvrages ou d'articles de référence ou si vous connaissez des sites web de qualité traitant du thème abordé ici, merci de compléter l'article en donnant les références utiles à sa vérifiabilité et en les liant à la section « Notes et références ».

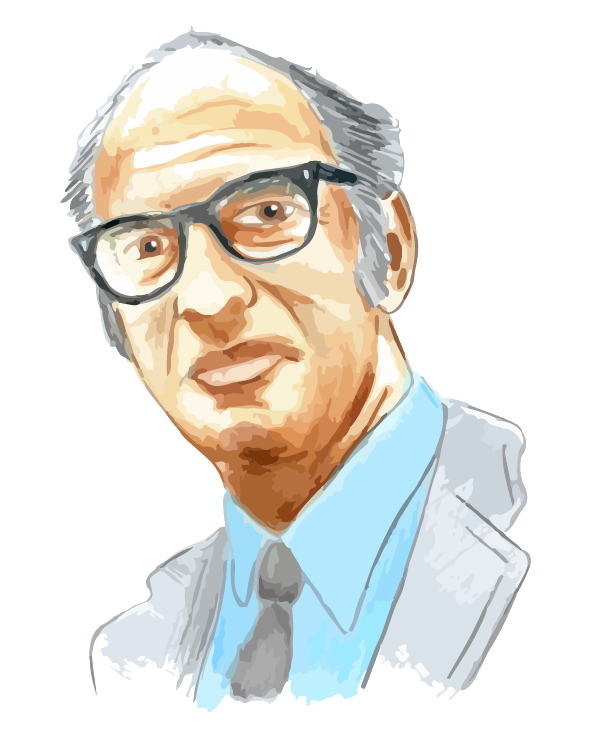
Thomas Kuhn, auteur de La Structure des révolutions scientifiques.

La science normale est l'activité scientifique empirique, prédictive et productive s'appuyant sur un paradigme accepté par un groupe de la communauté scientifique. 
Lorsque le paradigme qui structure une discipline donnée est mis en difficulté du fait d'échecs répétés, une crise s'ouvre et la recherche d'un nouveau cadre conceptuel est amorcée. L'affrontement de théories candidates au titre de nouveau paradigme unificateur, puis l'acceptation effective d'un nouveau paradigme qui remplace les anciennes traditions de recherche scientifique en rejetant l'ancien paradigme, constitue une révolution scientifique.

## Historique
En 1962, le concept de science normale apparaît dans l'essai La Structure des révolutions scientifiques de Thomas Samuel Kuhn.

## La voie pour accéder a la science normale
Kuhn a souligné que, historiquement, la route de la science normale pourrait être ardue. 
Avant la formation d'un paradigme commun ou la recherche d'un consensus, les scientifiques sont réduits à l'accumulation de faits aléatoires ou d'observations non vérifiées, à la façon de Pline l'Ancien ou Francis Bacon tout en commençant leurs fondements et leurs théories du début avec une pléthore de théories concurrentes.

## Le travail de la science normale
Pour Kuhn l'essentiel du travail scientifique est fait par le scientifique normal, lorsqu'il s'engage dans la triple tâche d'articuler le paradigme, d'évaluer précisément les faits paradigmatiques clés et de tester ces nouveaux points ou le paradigme théorique est ouvert d'une évaluation empirique.

## Remise en cause d'un paradigme
Pour les scientifiques dits normaux, les anomalies représentent des défis déroutants et qui sont résolus dans les limites du paradigme. Un paradigme sera progressivement remis en cause seulement si une anomalie ou plusieurs continuent d'exister pour suffisamment de membres de la communauté scientifique. 

## Critique

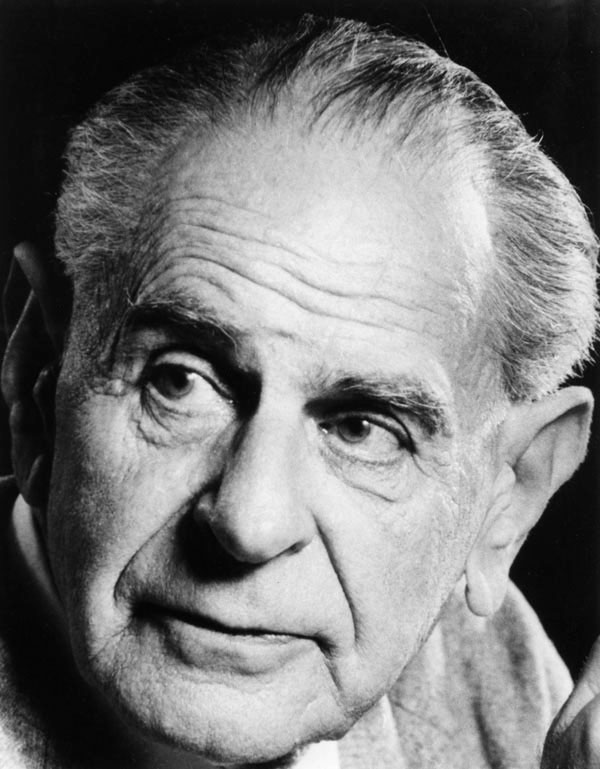
Karl Popper, philosophe des sciences autrichien.

Karl Popper a critiqué le point de vue de Kuhn de la science normale comme trop conservateur et dogmatique. Popper (et d'autres) se sont également demandé si le contraste entre la science normale et la science révolutionnaire est autant marqué que le décrit Kuhn.